# Darren Daulton
Darren Arthur Daulton (Arkansas City, 3 de janeiro de 1962 – Clearwater, 6 de agosto de 2017) foi um jogador profissional de beisebol norte-americano.
Ele estava em tratamento para um glioblastoma, um câncer cerebral, desde julho de 2013. morreu em 6 de agosto de 2017 aos 55 anos! 

## Carreira
Darren Daulton foi campeão da World Series 1998 jogando pelo Florida Marlins. Na série de partidas decisiva, sua equipe venceu o Cleveland Indians por 4 jogos a 3.